# Theodore Margellos
Theodore Margellos (griechisch Θεόδωρος „Ντόρης“ Μαργέλλος; * 1953; † 1. März 2021) war ein griechisch-schweizerischer Unternehmer und Publizist. Er war Miteigentümer der Consulting-Agentur „Informed Judgement Partners“ und lebte in Genf.
Margellos gehörte zu den 89 Personen aus der Europäischen Union, gegen die Moskau in Zusammenhang mit der Annexion der Krim durch Russland  ein Einreiseverbot verhängt hatte. Er war der einzige Grieche auf der russischen Visasperrliste.
Margellos ist am 1. März 2021 im Alter von 68 Jahren gestorben.

## Schriften
- Mitherausgeber: Margellos World Republic of Letters, Yale University Press.